# コモンマーモセット
コモンマーモセット（Callithrix jacchus）は、マーモセット科に分類される新世界ザルの一種である。Callithrix属の模式種。ブラジルの北東沿海部、ピアウイ、パライバ、セアラ、リオグランデドノルテ、ペルナンブーコ、アラゴアス、そしてバイーア州に自然分布する。飼育されていた個体が逸脱したり、飼育者が意図的に放獣した事により、1920年代にはブラジル南部まで生息域を広げている。例えばリオデジャネイロでは、1929年に初めて野生下で生息している事が確認されており、こうした地域では外来種として扱われている。特にシロミミマーモセットなどの近縁種との交雑や、鳥類の巣や卵を襲う事が問題になっている。
マウスよりも人間に近い実験動物として利用される。2014年には全ゲノム配列が決定されており、これは新世界ザルとしては初めての例であった。

## 形態学的特徴

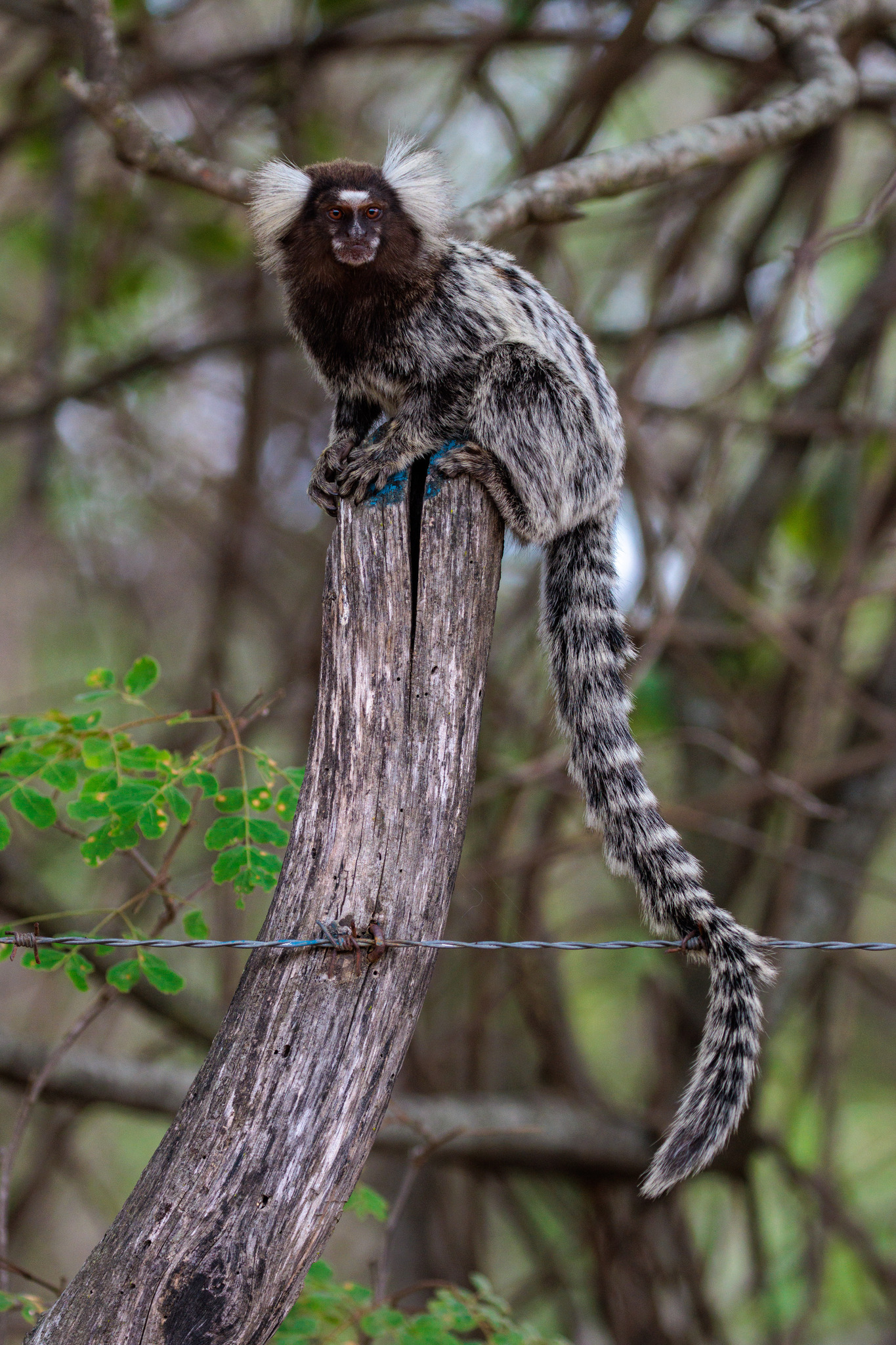
長い尾を持つ

サルとしては小型で、長い尾を特徴とする。雌雄の大きさの差は小さいが、雄の方が若干大きい。体長は雄で平均188mm、雌で185mm、体重は雄で256g、雌で236gである。体毛の色は多色で、茶色、灰色、黄色の毛が混ざって存在している。耳は白く長い毛で覆われており、尾には縞模様がある。顔は皮膚が露出し、前頭部には白い斑がある。幼獣は茶色で、黄色い毛と耳の白い毛は後から発達してくる。
他のマーモセット属と同様、コモンマーモセットは鉤爪を持っている。例外として、足の親指だけはその他の霊長類と同様平爪となっている。リスのように樹上生活を送っており、樹に垂直に掴まったり、飛び移ったりする。また枝の上を四つ足で歩行する。鉤爪はそのような行動様式に適応した結果だと考えられる。またマーモセット属に共通の特徴として、ノミのような形をした大きな切歯と、食餌に適応した盲腸があげられる。

## 分布と生態

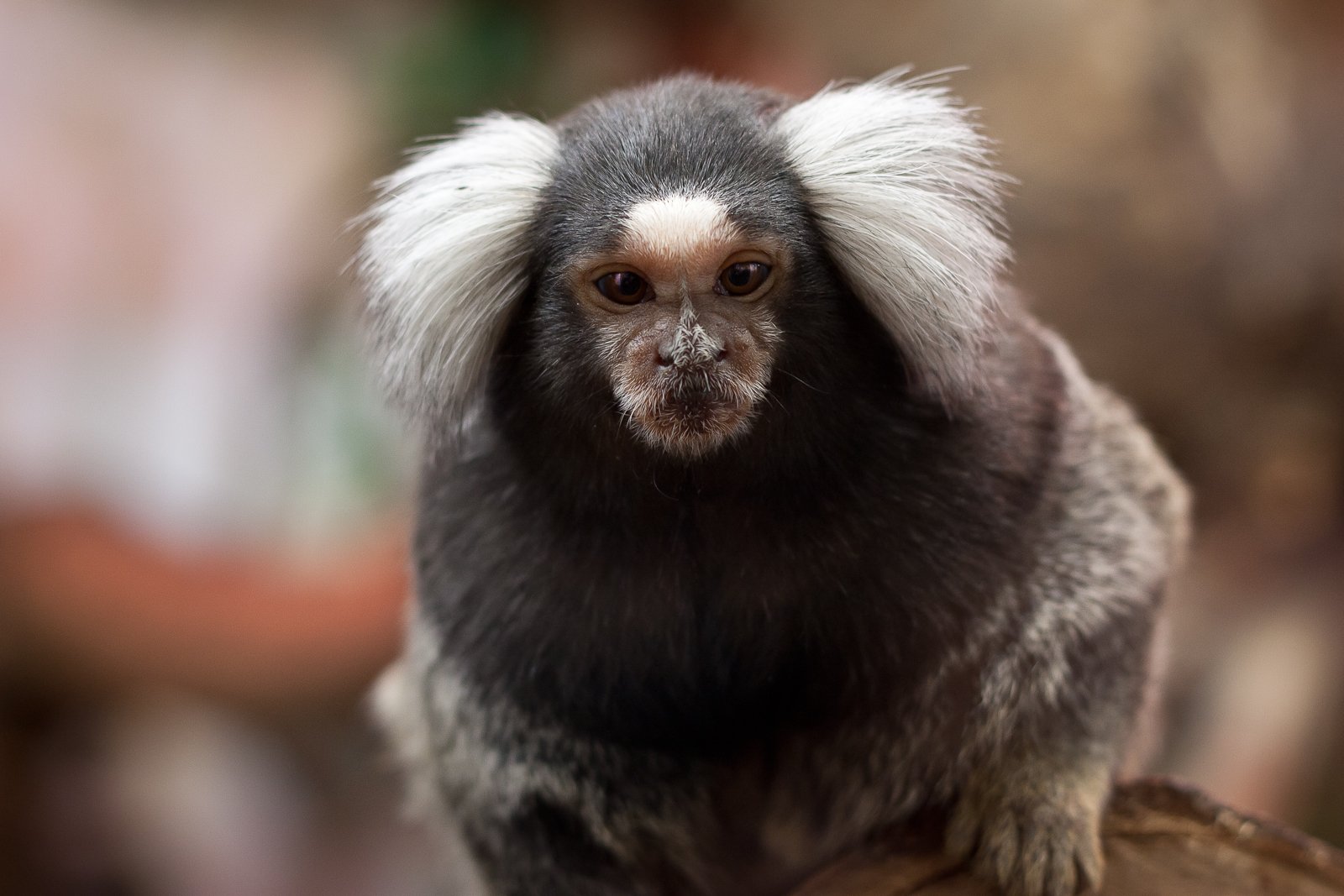
耳には白い房飾毛が生えている。

自然分布域はブラジル東部から中部にかけてである。ヒトの手によりその他の地域にも分布するようになり、リオデジャネイロや、アルゼンチンのブエノスアイレスでも見られる。森林に広く生息し、大西洋に面した森林から、内陸の半落葉林、サバンナ森林や水系森林に生息する。乾燥した二次林や境界域にも適応している。

### 食性
コモンマーモセットの鉤爪、切歯の形状、腸管は、植物の滲出物と昆虫食に特殊化していることを反映しているものと考えられている。コモンマーモセットは植物のガム、樹液、ラテックスや樹脂を食べる。コモンマーモセットは鉤爪を使って木の幹に掴まり、長い切歯を使って木に穴を開ける。そして滲出物を舐めるか、歯で齧って食べる。マーモセットの摂取行動のうち、こうした植物の滲出物の摂取は20-70%を占める。
マーモセットの食性の中心は植物の滲出物である。特に1月から4月は果実があまり得られないため、その傾向が強い。マーモセットの個体は木の穴を開けると、その後もその穴から採餌する。他の動物が開けた穴の場合でも同様である。植物の滲出物に加え、昆虫も重要な食物である。摂餌時間の24-30%を昆虫に当てている。マーモセットは体が小さいため、昆虫だけに頼った食事をすることも可能である。また、体の小ささから昆虫に気付かれずに接近したり待ち伏せすることができる。マーモセットは他には果実、種子、花、菌類、花の蜜、カタツムリ、トカゲ、樹住性のカエル、鳥の卵や哺乳類の幼獣を食べることが観察されている。マーモセットはオウムやオオハシ、ウーリーオポッサム属と果実を競合している可能性がある。

## 行動

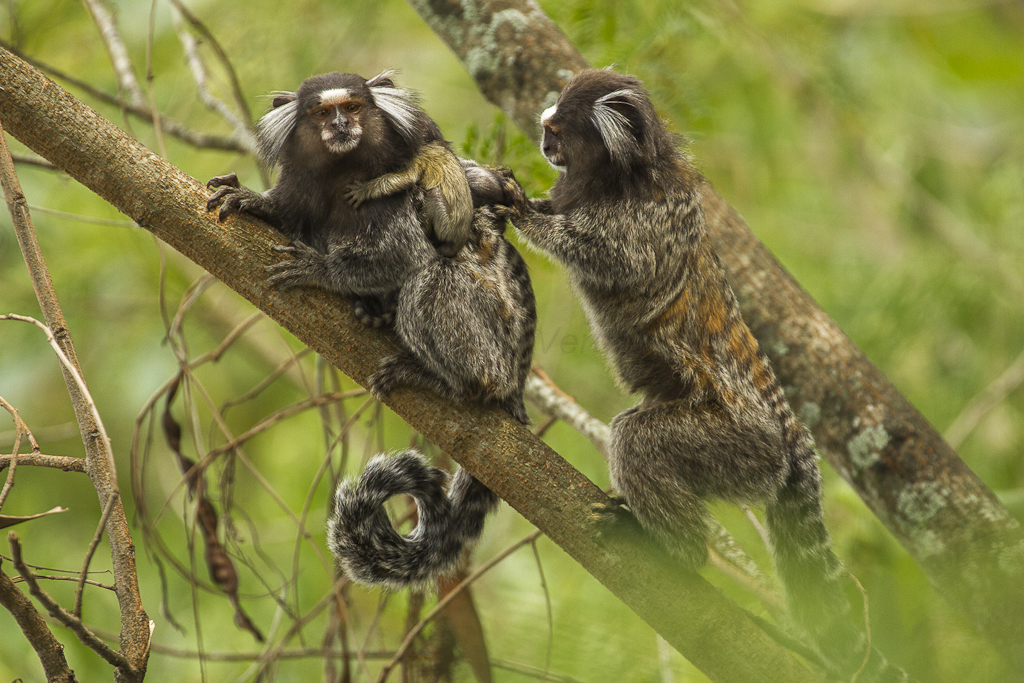
コモンマーモセットの家族。幼獣は母親の背中にしがみついている

### 社会構成
コモンマーモセットは家族からなる安定した大きな群れを作るが、その中で繁殖するのは数匹である。群れの規模は15匹程度に上る事もあるが、通常は９匹程度である。一つの家族は、１−２頭の繁殖する雌、１頭の繁殖する雌、そしてその子供たちと、さらにその親か兄弟などの大人の親族からなる。群れの中では雌同士の方が雄同士に比べ、血縁が濃い。雄は自分の親族である雌とは繁殖しない。成熟すると生まれた群れを去る事があるが、青年期までに群れを去る他の霊長類とは対照的である。生まれた群れを去る理由は分かっていない。繁殖する雄が死ぬと、群れは分裂する事がある。群れの中では、繁殖に関わる個体はより優位であるが、繁殖に関わっている雄と雌の間では、優位性は確認し難い。しかし、繁殖に関わっている雌が二頭いる場合は、どちらかがより優位である。劣位の雌は通常、優位の雌の娘であるが、そのほかの個体間では社会優位度は年齢による。優位性は様々な行動、姿勢、発声を通じて観察され、劣位の個体は優位の個体にグルーミングをする。

### 繁殖と子育て
複雑な繁殖システムを有する。当初は一夫一妻制と考えられてきたが、一夫多妻制、あるいは一妻多夫制が観察された例もある。しかし多くの場合は一夫一妻制である。繁殖に関わる雌が二頭いる場合でも、劣位の雌は他の群れの雄と交尾をする事が多い。劣位の雌は繁殖しても、子供は状態がすぐれない事が多い。しかし他の群れの雄と交わる事で、将来的に安定な繁殖相手を見つける事にもつながる。子供が死亡した場合、他の群れに移ってそこで優位な繁殖個体となる場合もある。

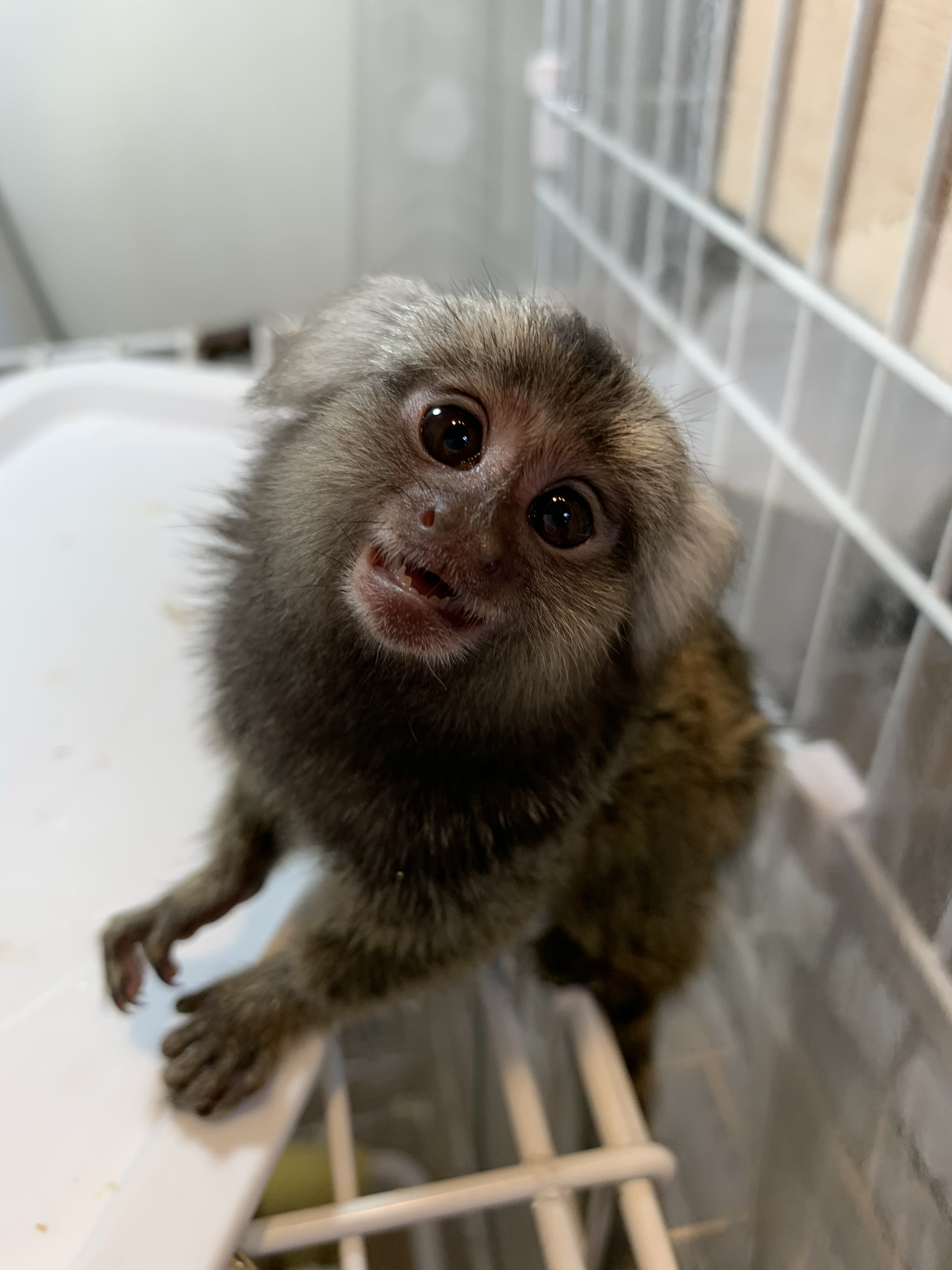
生後３ヵ月のマーモセット

繁殖に関わるペアは、子育てに他の個体からの援助を得る必要がある。そのため繁殖に関わる個体は、その他の個体の繁殖を行動的、また生理的に抑制する。繁殖が抑制された個体にとっても、通常、繁殖に関わるペアと血縁関係にあることが多いため、遺伝的なつながりがある子を育てることになる。また、血縁関係にある雄の存在は、雌の排卵に影響する。実験環境下では、父親の存在により娘に当たる雌の排卵が抑制されるが、血縁関係にない雄の場合は抑制されなかった。雌は母親に対して攻撃的態度をとることがあり、その地位を追い去る目的と考えられる。
適切な条件下では、成熟した雌は定期的に繁殖し続ける。雌は雄に対して舌を突き出すことで交尾を誘う。妊娠期間は5ヶ月であり、出産後およそ10日で再び交尾ができるようになる。そのため、出産間隔は5ヶ月となり、年2回出産することとなる。マーモセットは通常、二卵性双生児を生む。そのため、妊娠期間と哺乳期間の雌の負担は多く、他個体からの援助が必要となる。幼獣は母親の背中に本能的にしがみつき、生後2週間は離れることがない。それ以降は親から離れるようになる。それとともに繁殖に関わる雄（おそらく父親）が世話に参加するようになり、やがて群れ全体がそれに参加する。それから数週間の間、幼獣が母親の背中で過ごす時間は減り、動き回ったり遊んだりする時間が増えていく。幼獣は３ヶ月で離乳し、５ヶ月には若年期に入る。この段階では、両親以外の個体との相互作用が増加する。乱暴な行動も観察され、それが将来の社会的地位につながっていく。次の子供が生まれると、その子供たちを運んだり一緒に遊んだりする。マーモセットは9-14ヶ月の間に亜成体となり、大人としての行動を示し、また思春期を迎える。15ヶ月になると成獣の大きさとなり、性成熟するが、社会的に優位にならないかぎり繁殖はできない。

### コミュニケーション
コモンマーモセットは音声と視覚によるコミュニケーションをとる。警戒の際には口を半開きにして見つめ、攻撃の際には顔をしかめ、服従の際には目を細めて見つめる。恐怖や服従を示す際には、耳の白い毛を平らにする。２種類の警戒音を発し、「スタッカート」と呼ばれる段階的に高くなる繰り返しの音と、「チック」と呼ばれる断続的または繰り返して発せられる短く細い音がある。マーモセットの警戒音は短く甲高い傾向にある。「トリル」と呼ばれるビブラートのような低い音を一般的に用い、群れのメンバーを監視し、位置を確認する役割がある。「フィー」と呼ばれる笛のような鳴き声も、一般的に用いられる。これは仲間を引き付ける際、群れをまとめる際、縄張りを守る際、群れのメンバーを探す際に用いられる。胸部と肛門・生殖器領域にある臭腺を使って物体にマーキングをする。これは社会的地位や生殖的地位を伝える

## 人との関わり
コモンマーモセットの生息数は数多く、絶滅の危機にあるとは考えられていない。それでも生息域の縮小が加速し、67%のセラードが1990年代に開発され、最近では80%に拡がっている。さらにマーモセットは捕獲されペットとして売られている。マーモセットはペットとしては人気があるが、成熟するにつれ扱いにくくなり、その結果捨てられたり殺されたりしてしまうこともある。コモンマーモセットは医学実験にも用いられる。特にヨーロッパでは、アメリカ合衆国よりも多く使われる。モデル動物としてよく使われる用途は、催奇形性、歯周病、生殖、免疫、内分泌、肥満、そして老化の研究である。

### ゲノム
雌のコモンマーモセットのゲノムが2014年に報告され、新世界ザルの中で初めて完全なゲノムが判明した種となった。ゲノムのサイズは2.26 Gbで、21,168遺伝子を含んでいた。文節的重複により、138 Mb(全体の4.7%を占めている)の非冗長性配列が追加されており、これはヒトやチンパンジー(約５%)よりわずかに少ないものの、オランウータン(3.8%)よりも多い。